# HMS Havock (1893)
HMS Havock – brytyjski niszczyciel (w oryginalnej nomenklaturze Torpedo Boat Destroyer), pierwszy zaliczany do tej klasy okręt na świecie. Zbudowany w 1894 roku, stał się prototypem dla kolejnych podobnych jednostek Royal Navy. Przetrwał w służbie do 1911 roku, a rok później został sprzedany na złom.

## Historia
Na początku lat 90. XIX wieku Royal Navy rozpoczęła bezprecedensowy program rozbudowy, oparty na Naval Defense Act 1889. Zakładał on formułę tzw. two power standard, przewidującą, że osamotniona Royal Navy powinna dorównywać liczbą okrętów poszczególnych klas połączonym marynarkom wojennym dwóch dowolnych państw świata. Spowodowało to niemający precedensu w historii światowy wyścig zbrojeń morskich.
W lutym 1892 roku stanowisko trzeciego lorda morskiego Admiralicji, odpowiedzialnego za projektowanie i budowę okrętów, objął admirał John Fisher. Stanął on przed problemem przewagi francuskiej Marine nationale w dziedzinie torpedowców. Była ona na tyle duża, że nierealne stawało się jej zniwelowanie poprzez budowę podobnych jednostek. Wobec tego, współpracując z właścicielem stoczni Yarrow Shipbuilders, Alfredem Yarrowem, lord Fisher opracował koncepcję okrętu do zwalczania torpedowców. Miał on być od nich szybszy i lepiej uzbrojony, oraz zdolny do towarzyszenia własnym okrętom liniowym przynajmniej w warunkach spokojnego morza.
Projekt jednostki nazwanej, zgodnie z sugestią Fishera, niszczycielem torpedowców, został opracowany już po kilku miesiącach, zaś stępkę pod dwa pierwsze okręty położono w lipcu 1892 roku. Pierwszy z nich, nazwany „Havock”, został zwodowany 12 sierpnia, drugi, „Hornet”, 23 grudnia 1893 roku. Obydwa weszły do służby w roku następnym.
Admirał Fisher, chcąc pozyskać w jak najkrótszym czasie jak największą liczbę podobnych jednostek, zaznajomił z planami niszczycieli inne prywatne stocznie, czym poważnie naraził się Alfredowi Yarrowowi. Zlecenia na budowę kolejnych eksperymentalnych okrętów otrzymały stocznie Thornycroft i Laird, Son & Co.
Próby morskie „Havocka” wykazały, że przy spokojnym morzu jest w stanie osiągnąć prędkość maksymalną 26 węzłów i towarzyszyć zespołom floty. Okręt wszedł do służby w 1894 roku i służył głównie jako jednostka eksperymentalna, a później drugoliniowa, do 1911 roku. W 1912 roku został ostatecznie sprzedany stoczni złomowej.

## Opis konstrukcji
„Havock” miał kadłub o długości całkowitej 56,38 m (54,86 m między pionami) i szerokości 5,64 m. Jak wszystkie wczesne niszczyciele miał zakryty pokład dziobowy, w którym zainstalowana była stała wyrzutnia torpedowa z magazynem na dwie torpedy zapasowe. Ponad pokładem dziobowym znajdowało się odkryte stanowisko strzeleckie z działem 12-funtowym. Za niewielkim stanowiskiem dowodzenia znajdowały się trzy szybkostrzelne działka 6-funtowe, dalej zaś dwie pojedyncze obrotowe wyrzutnie torpedowe kal. 450 mm, które mogły być demontowane i zastępowane dodatkowymi działkami 6-funtowymi.
Maszynownia okrętowa zajmowała ponad połowę długości kadłuba. Okręt był napędzany dwoma maszynami parowymi potrójnego rozprężania, poruszającymi dwa równoległe wały napędowe z pojedynczymi śrubami. Parę dostarczały cylindryczne kotły, użyte po raz ostatni na okrętach tej klasy. Wszystkie kolejne, łącznie z budowanym równolegle „Hornetem”, posiadały już nowocześniejsze kotły wodnorurkowe, które podczas przebudowy w latach 1889–1900 otrzymał również „Havock”. Charakterystyczną cechą odróżniającą obie jednostki była liczba kominów: odprowadzenie spalin z kotłów cylindrycznych wymagało jedynie dwóch, ustawionych blisko siebie na śródokręciu, z kotłów wodnorurkowych czterech, rozstawionych szeroko. Po wymianie kotłów „Havock” miał trzy kominy.